# Béatrice d'Este (1268-1334)
Pour les articles homonymes, voir Béatrice d'Este (homonymie).
Pour les autres membres des familles, voir Maison d'Este et Famille Visconti.
Béatrice d'Este, née vers 1268 à Ferrare et décédée le 15 septembre 1334 à Milan, est une noble italienne.

## Biographie
Béatrice d'Este est le cinquième enfant de Giacoma (†1287) fille du génois Niccolo Fieschi et d'Obizzo II d'Este (ca 1247-1293), marquis d'Este, seigneur de Ferrare, de Modène et de Reggio d'Émilie.
Elle se marie d'abord au pisan Ugolino Visconti dit Nino, juge du judicat de Gallura en Sardaigne, qui meurt à Lucques en 1298 et avec qui elle eut une fille Giovanna Visconti.
Le 24 juin 1300, âgée de 32 ans, elle se remarie avec Galéas Ier Visconti (1277-1328), d'environ dix ans son cadet, et fils de Mathieu Ier Visconti, alors seigneur de Milan, et de Bonacossa Borri.
Ils ont deux enfants :
- Azzon (1302-1339) qui devient seigneur de Milan en 1329,
- Ricciarda (1304-1361) qui épouse, en 1329, le marquis Tomasso II de Saluces (ca 1304-1357).

En 1311, Galéas est nommé gouverneur de Plaisance.
En juin 1322, Mathieu Ier, âgé de 70 ans et las, se fait remplacer au gouvernement de Milan par Galéas et se retire. Galéas laisse le gouvernement de Plaisance à son épouse Béatrice d'Este et à son fils Azzon. En octobre, Azzon et sa mère doivent s'enfuir de la cité en rébellion et se réfugier à Crémone.
À la mort de son père, le 24 juin 1322, Galéas est nommé capitaine du peuple pour une année probatoire puis, le 29 décembre 1322, se fait proclamer seigneur de Milan par l'assemblée populaire.
En 1327, l'empereur Louis IV de Bavière destitue Galéas, l'emprisonne et le chasse de Milan en mars 1328. La famille part se réfugier à Lucques auprès du condottiere Castruccio Castracani.
Le 6 août 1328, Béatrice d'Este se retrouve veuve et, le 15 janvier 1329, elle voit son fils Azzon nommé vicaire impérial de Milan.
Béatrice d'Este meurt le 15 septembre 1334 et est enterrée à Milan dans l'église Saint-François-Majeur, dans la chapelle de la sainte Trinité (Santa Trinità).

## Anecdotes
- Béatrice d'Este est l'épouse non nommée de Nino (le juge Nin de Gallura) qui la pleure ainsi que leur fille Giovanna (Jeanne), au Purgatoire (chant VIII) de la Divine Comédie de Dante. À ne pas confondre avec Beatrice Portinari, la dame de Dante.

- Beatrice d'Este, un film muet italien retraçant sa vie, est réalisé, en 1912, par Ugo Falena et Augusto Genina[2].